# Marko Alaupović
Marko Alaupović (* 10. Mai 1885 in Busovača, Bosnien-Herzegowina; † 18. April 1979 in Sarajevo) war ein römisch-katholischer Geistlicher und Erzbischof von Vrhbosna.

## Leben
Geboren wurde Alaupović in der zentralbosnischen Stadt Busovača.
Das Theologiestudium absolvierte er in Sarajevo. Am 15. September 1907 empfing er die Priesterweihe. Erzbischof Josef Stadler entsandte Alaupović für weitere Studien im Jahre 1913 nach Rom. Von 1915 an setzte er sein Studium in Innsbruck fort und wurde dort am 21. August 1916 zum Dr. theol. promoviert.
Am 21. Mai 1950 ernannte ihn Papst Pius XII. zum Titularbischof von Capitolias und zum Weihbischof in Vrhbosna. Die Bischofsweihe empfing er am 24. September 1950 durch den Erzbischof von Belgrad, Josip Antun Ujčić. Mitkonsekratoren waren der emeritierte Bischof von Bosnien und Syrmien, Anton Akšamović, und der Apostolische Administrator von Lavant, Maksimilijan Držečnik.
Am 7. September 1960 ernannte ihn Papst Paul VI.  zum Erzbischof von Vrhbosna. Alaupović war Konzilsvater aller vier Sitzungsperioden des Zweiten Vatikanischen Konzils. Am 13. Januar 1970 nahm Paul VI. sein aus Altersgründen vorgebrachtes Rücktrittsgesuch an und ernannte ihn zum Titularerzbischof pro hac vice von Segisama.
Mit knapp 94 Jahren verstarb Marko Alaupović am 18. April 1979 in Sarajevo. Seine Ruhestätte befindet sich in der Kathedrale von Sarajevo.